# Société béninoise des infrastructures d’eau
 (avril 2024).
La Société béninoise des infrastructures d’eau (Sobie S.A) est une société anonyme dont l'objectif primordial est de garantir une juste répartition des responsabilités, tant dans la gestion du patrimoine que dans le suivi attentif de son exploitation et de sa maintenance.

## Création et attributions
La Sobie voit le jour lors de la session du Conseil des Ministres du jeudi 11 avril 2024. Elle naît dans le but d'accompagner les actions du gouvernement béninois qui œuvre à la promotion de l'accès universel à l'eau potable et déploie des initiatives pour une gestion intégrée et durable des ressources hydriques nationales. Cette nouvelle société qui ne remplace pas la Soneb, aura pour mission principale la planification sectorielle, articulée autour des objectifs de développement édictés par l'État, la mobilisation de ressources financières et la concrétisation des programmes d'investissement, le renouvellement des infrastructures et des équipements relevant de la sphère publique en conformité avec les clauses des contrats de délégation de services, ainsi que la gestion physique et comptable du patrimoine hydraulique, incluant la valorisation et l'amortissement des actifs, représentent des piliers essentiels de cette démarche,,,,,,,,,,,.

## Siège
Le siège social de la Société béninoise des infrastructures d'eau est situé à Cotonou.